# 经营者
经营者是指以营利为目的，从事商品经营或者提供服务的自然人、法人或其他组织。经营者是重要的市场主体，与投资者、消费者相对。常见的经营者包括公司、合伙组织以及从事营利性活动的事业单位。

## 经营者的要素
- 意志能力
- 经营范围
- 财产能力
- 技术能力